# 刘健 (元朝)
刘健，元朝官员，祖先兴州人，定居河南，劉濬的次子。
元顺帝至正十三年（1353年），劉濬募壯士百餘，命刘健率领。刘健曾率兵在中麻，抵御紅巾軍的进攻。斬前鋒五人，红巾兵大至，鏖戰三時頃，劉濬中箭墮馬，劉健下馬相救，后与父同被活捉。劉濬被割喉舌而死。刘健以死拒战，红巾兵首领王善舍弃刘健，使他斂刘濬的尸体安葬。刘健回去后，向帥府請兵，为父复仇，帥府不聽，刘健盡散家貲，結死士百人，假扮为工商流丐，入红巾兵中，夜半，起火，红巾兵驚擾，自相屠戮，刘健亲手斬殺其父之人張破四，并擒王善、陳伯祥來獻，元朝将他们磔杀。元朝授刘健为古田县尹。